# Wilhelm Grimm
Wilhelm Grimm (Hanau, 24. veljače 1786. – Berlin, 16. prosinca 1859.), njemački književnik i filolog
Zajedno s bratom Jacobom surađivao je na istraživanju njemačkog jezika, folklora i kulture. Bavio se studijem spomenika starog njemačkog jezika. Bitan je njegov udio pri izradi zbirke priča "Dječje i domaće bajke". Njegov znanstveno-istraživački rad karakterizira uzorna preciznost, jasnost definicija i krajnja kritičnost.